# Еранян Габріель Оганович
Габріель Оганович Еранян (нар. 1827, Константинополь (нині Стамбул) — 13 жовтня 1862, там же) — вірменський композитор, музикально-громадський діяч. Спочатку отримав освіту в Арис Ованисяна. Викладав в семінарії Хасгюха. Викладав в семінарії Хасгюха і в вірменському дитбудинку Константинополя. В 1857 році разом з Арисом Ованисяном видав журнал «Східна ліра». Починаючи з 1861 року співпрацював з Н. Ташчяном — видавав журнал «Вірменська ліра» (спільно з Т. Чухаджяном). В 1862 році організував музичну організацію «Вірменська ліра». Автор пісень «Кілікія» (слова Наапета Русиняна), «Вірменія — райська країна» (слова Г. Мірза — Ванандеци) та інших.

## Твори
- Пісня «Вірменія — райська країна» [Архівовано 10 квітня 2016 у Wayback Machine.]
- Пісня «Кілікія» [Архівовано 11 лютого 2021 у Wayback Machine.]